# گیراهاگاما
گیراهاگاما (به لاتین: Girahagama) یک منطقهٔ مسکونی در سری‌لانکا است که در استان مرکزی (سری‌لانکا) واقع شده‌است.